# Стивенс, Фишер
Фи́шер Сти́венс (англ. Fisher Stevens; род. 27 ноября 1963, Чикаго) — американский актёр, кинорежиссёр, обладатель премии «Оскар». Наиболее известен по ролям Чака Фишмана в телесериале «Завтра наступит сегодня», Юджина Белфорда в фильме «Хакеры» и Бена в фильмах «Короткое замыкание» и «Короткое замыкание 2».

## Биография
При рождении Стивенсу дали имя Стивен Фишер. Его родители, художница Сали и мебельщик Норман Фишер, имели еврейское происхождение.
В 1987 году он вместе со своим давним другом Недом Айзенбергом вступил в театральную труппу Naked Angels. Также он является владельцем кинокомпании GreeneStreet Films, расположенной в Нью-Йорке. Стивенс принял участие в записи альбома The Raven Лу Рида.

## Избранная фильмография

### Актёрские работы
| Год       |    | Русское название              | Оригинальное название             | Роль                 |
| --------- | -- | ----------------------------- | --------------------------------- | -------------------- |
| 1981      | ф  | Сожжение                      | The Burning                       | Вудсток              |
| 1983      | ф  | Крошка, это ты!               | Baby It’s You                     | помощник режиссёра   |
| 1984      | ф  | Парень из «Фламинго»          | The Flamingo Kid                  | Хоук Ганз            |
| 1986      | ф  | Короткое замыкание            | Short Circuit                     | Бен Джабитуйя        |
| 1988      | ф  | Короткое замыкание 2          | Short Circuit 2                   | Бен Джарви           |
| 1989      | с  | Коломбо                       | Columbo                           | Алекс Брейди         |
| 1991      | ф  | Таинственное свидание         | Mystery Date                      | Дуайт                |
| 1993      | ф  | Супербратья Марио             | Super Mario Bros.                 | Игги                 |
| 1994      | ф  | Только ты                     | Only You                          | Ларри Корвач         |
| 1995      | с  | Друзья                        | Friends                           | Роджер               |
| 1995      | ф  | Хакеры                        | Hackers                           | Юджин «Чума» Белфорд |
| 1996—2000 | с  | Завтра наступит сегодня       | Early Edition                     | Чак Фишман           |
| 2002      | ф  | Обсуждению не подлежит        | Undisputed                        | Джеймс Кройчек       |
| 2005      | ф  | Фактотум                      | Factotum                          | Мэнни                |
| 2005      | ф  | Неразгаданное                 | Undiscovered                      | Гарретт Швек         |
| 2007      | ф  | Наркоз                        | Awake                             | доктор Путнам        |
| 2007—2010 | с  | Остаться в живых              | Lost                              | Джордж Минковски     |
| 2008      | с  | В Филадельфии всегда солнечно | It’s Always Sunny in Philadelphia | Лайл Корман          |
| 2009      | с  | 4исла                         | Numb3rs                           | Джон Бакли           |
| 2010      | ф  | Эксперимент                   | The Experiment                    | доктор Арчалета      |
| 2011      | ф  | Криминальная фишка от Генри   | Henry’s Crime                     | Эдди Вайбс           |
| 2012      | ф  | Очень опасная штучка          | One for the Money                 | Морти Байерс         |
| 2014      | ф  | Отель «Гранд Будапешт»        | The Grand Budapest Hotel          | мсье Робин           |
| 2015—2020 | с  | Чёрный список                 | The Blacklist                     | Марвин Джерард       |
| 2016      | ф  | Да здравствует Цезарь!        | Hail, Caesar!                     | сценарист-коммунист  |
| 2016      | с  | Однажды ночью                 | The Night Of                      | фармацевт Сол        |
| 2017—2020 | с  | Хорошая борьба                | The Good Fight                    | Гэбриел Ковач        |
| 2018      | мф | Остров собак                  | Isle of Dogs                      | Скреп                |
| 2019      | с  | Наследники                    | Succession                        | Хьюго Бейкер         |
| 2021      | ф  | Французский вестник           | The French Dispatch               | сотрудник газеты     |
| 2023      | ф  | Город астероидов              | Asteroid City                     | механик              |

### Режиссёрские работы
| Год  |   | Русское название   | Оригинальное название | Роль     |
| ---- | - | ------------------ | --------------------- | -------- |
| 2002 | ф | Всего лишь поцелуй | Just a Kiss           | режиссёр |
| 2012 | ф | Реальные парни     | Stand Up Guys         | режиссёр |
| 2021 | ф | Палмер             | Palmer                | режиссёр |